# Франц Антон Кристоф Гогенцоллерн-Хайгерлох
Франц Кристоф Антон Гогенцоллерн-Хайгерлох (16 января 1699, Хайгерлох — 23 ноября 1767, Кёльн) — немецкий дворянин из швабской линии дома Гогенцоллернов, первый министр кёльнского князя-епископа Клеменса Августа Баварского (1763—1767), последний граф Гогенцоллерн-Хайгерлох (1750—1767).

## Биография
Родился в Хайгерлохе, столице графства Гогенцоллерн-Хайгерлох. Младший сын графа Франца Антона Гогенцоллерна-Хайгерлоха (1657—1702) и Марии Анны Эусебии (1670—1716), дочери графа Антона Еусебиуса фон Кёнигсегг-Аулендорфа.
Его старший брат Фердинанд Леопольд Антон в разное время был каноником в нескольких соборах, первый министром Кёльнского курфюршества и графом Гогенцоллерн-Хайгерлох.
В 1717 году Франц Антон Кристоф стал каноником в Кёльне. В 1725 году он стал капелланом Кёльнского кафедрального собора. С 1726 года он также был каноником в Страсбурге и Зальцбурге.
В 1748—1750 годах — хорепископ Кёльнский, в 1750—1763 годах — заместитель декана Кёльнского собора, а также казначей собора.
В 1750 году после смерти своего старшего брата Фердинанда Леопольда Антона Франц Антон Кристоф унаследовал титул графа Гогенцоллерн-Хайгерлоха.
В 1763 году он сменил Ассебурга в качестве первого министра при князе-архиепископе кёльнском Клеменсе Августе Баварском. Он также служил в качестве гофмейстера, военного советника, наместника епархии Страсбурга и канцлера Кёльнского университета. С 1763 года — пробст Кёльнского собора.
Он умер 23 ноября 1767 года и был похоронен в Кёльнском кафедральном соборе.